# 王立タイ造幣局
王立タイ造幣局（おうりつタイぞうへいきょく、タイ語: สำนักกษาปณ์、英語: Royal Thai Mint）は、1860年に開業したタイのバーツ硬貨製造、勲章・褒章及び金属工芸品等の製造、地金・鉱物の分析及び試験、貴金属地金の精製、貴金属製品の品位証明（ホールマーク）などの事業を行うタイの機関。本部はタイ王国のパトゥムターニー県クローンルワン郡に置かれている。